# 크리스티나 비달
크리스티나 비달(Christina Vidal, 1981년 11월 18일 ~ )는 미국의 가수, 텔레비전 배우, 영화배우이다.
퀸스에서 태어났다.

## 영화
- 워크 투 베가스 (2017년)
- 매직 맨 (2010년)
- 난 아내를 사랑하는 것 같아 (2007년) - 캔디 역
- 씨 노 이블 (2006년) - 크리스틴 역
- 체이싱 파피 (2003년)
- 프리키 프라이데이 (2003년) - 매디 역
- 인형의 집으로 오세요 (1995년)
- 스타 만들기 (1993년)